# ترا آلتا

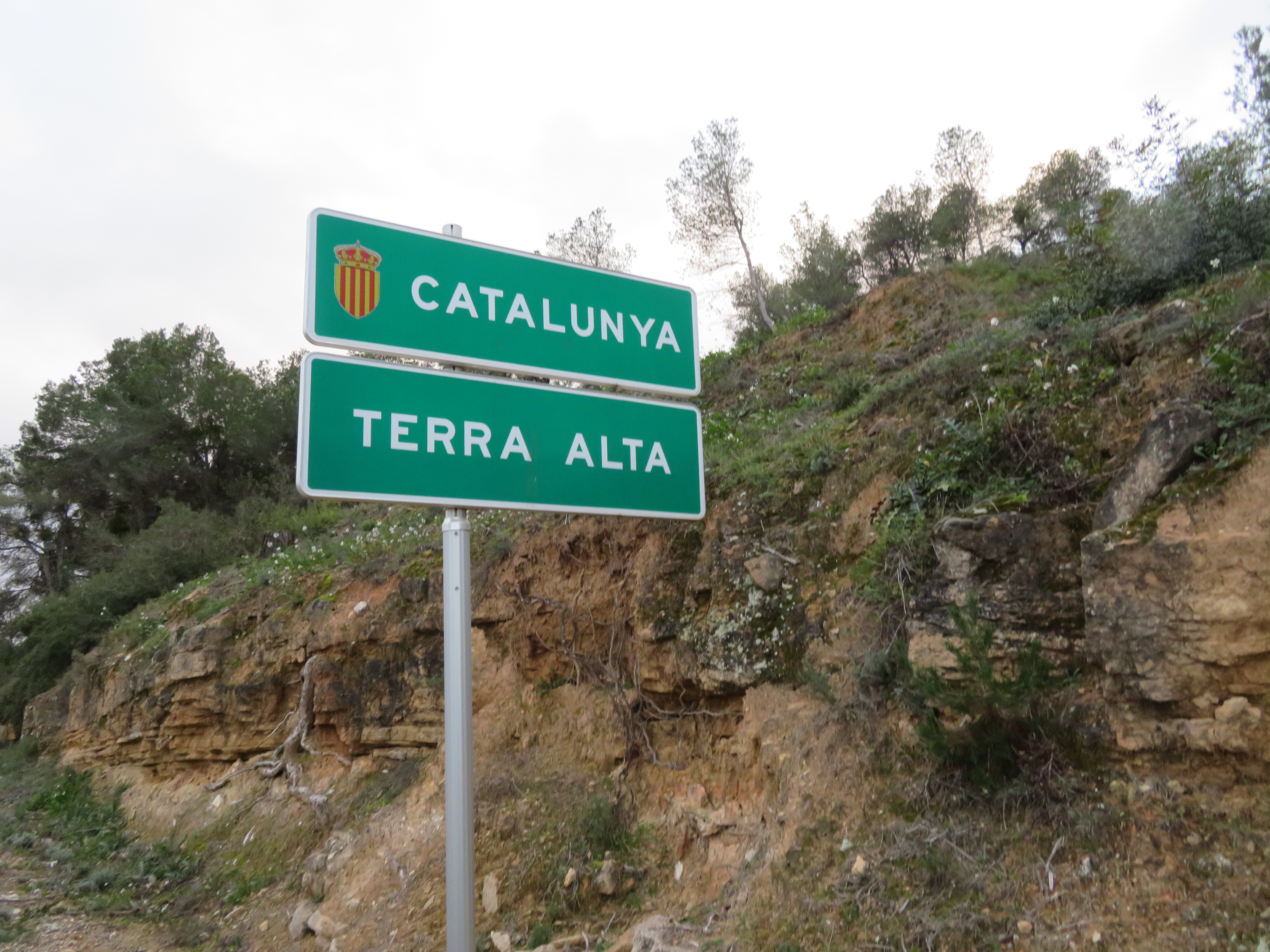
ترا آلتا

ترا آلتا (به اسپانیایی: Tierra Alta) یک منطقهٔ مسکونی در اسپانیا است که در استان تاراگونا واقع شده‌است. ترا آلتا ۷۴۳٫۰ کیلومتر مربع مساحت و ۱۲٬۱۱۹ نفر جمعیت دارد.